# Heroes of Might and Magic
Heroes of Might and Magic (од 2011. Might & Magic Heroes; скраћено Heroes, HoMM или на српском Хероји) фантастични је серијал видео-игара у жанру потезне стратегије с елементима RPG-ја која тренутно броји седам главних наслова. Серијал је започет 1995. године издањем игре Heroes of Might and Magic: A Strategic Quest. Првобитно је било планирано да Strategic Quest буде спин-оф основног серијала Might and Magic, али је ипак прерастао у засебну франшизу. Седми, засада и последњи, део под називом Might & Magic Heroes VII
изашао је 2015. године.
Измишљени свемир Хероја темељи се на свемиру Might and Magic. Догађаји у насловима пре Heroes of Might and Magic IV одвијају се у измишљеном свету Енрот, док је радња у четвртом делу пренета у нови свет Аксеот. Почевши од  Heroes of Might and Magic V, прича се одвија у потпуно новом свемиру — Асхан.
Компанија New World Computing затворила се након продукције Heroes of Might and Magic IV. Од тада су права на франшизу припале Убисофту. Након одласка оригиналног развијача, руски Nival Interactive је одлучио да настави серијал направивши Heroes of Might and Magic V. Black Hole Entertainment је развио наставак, Might & Magic Heroes VI, док је Limbic Entertainment развио касније печеве и DLC-еве као и Might & Magic Heroes VII. Сингапурски Virtuos је развио самосталну експанзију за Heroes VI под називом Shades of Darkness.

## Игре
| 1995 |
| 1996 |
| 1997 |
| 1998 |
| 1999 |
| 2000 |
| 2001 |
| 2002 |
| 2003 |
| 2004 |
| 2005 |
| 2006 |
| 2007 |
| 2008 |
| 2009 |
| 2010 |
| 2011 |
| 2012 |
| 2013 |
| 2014 |
| 2015 |

### Главна серија
- (1995)
- (1996)
  -  (1997)
- (1999)
  -  (1999)
  -  (2000)
- (2002)
  -  (2002)
  -  (2003)
- (2006)
  -  (2006)
  -  (2007)
- (2011)[2]
  -  (2012)
  -  (2012)
  -  (2013)
- (2015)[3]
  -  (2016)
  -  (2016)
  -  (2016)

### Спин-оф наслови
- (за , 2000)
- (за , 2000)
- (2000)

- (за , 2001)
- (2008)
- (2009)

- -  (2011)
- (2017)
- (2020)

## Пријем
Критичари су наслове из серијала углавном оцењивали позитивно. Оцене агрегатора GameRankings варирале су између 70 и 90 од 100.
До октобра 1997, продато је више од пола милиона копија серијала Heroes of Might and Magic. Тај број је порастао до 1,5 милиона до децембра 1999.
Године 1999, магазин Next Generation ставио је серијал Heroes of Might and Magic на 31. меесто на списку 50 најбољи видео-игара свих времена."